# Mehmed Spaho
Dr. Mehmed Spaho (Sarajevo, 13. ožujka 1883. – Beograd, 29. lipnja 1939.), bio je bosanskohercegovački političar bošnjačkog porijetla, predsjednik Jugoslavenske muslimanske organizacije u Kraljevini Jugoslaviji. List Oslobođenje je 2013. godine Mehmeda Spahu opisao kao "nespornog vođu Bošnjaka između dva svjetska rata". Brat je reis-ul-ulemi Fehimu Spahi. 

## Životopis
Mehmed Spaho je rođen u Sarajevu 1883. godine u obitelji intelektualaca. Njegova se obitelj smatrala imućnom, ali i otvorenijom u odnosu na mnoge druge sarajevske muslimanske obitelji. Otac, Hasan, je bio vrsni znalac šerijatskog prava i svojedobno je službovao u Kairu, Damasku, Sofiji i Jajcu kao kadija odnosno sudac osmansko-šerijatskog prava. Njegova majka bila je Fatima (rođena Bičakčić). Imao je tri sestre: Behiju, Aišu i Habibu, te dva brata, Fehima i Mustafu. 
Mehmed je završio osnovnu školu i gimnaziju u Sarajevu (1902.), a Pravni fakultet u Beču (1906.). Doktorski ispit je položio 1907., a 1908. je i službeno dobio naslov doktora pravnih znanosti. Od 1906. do 1908. godine bio je sudski prislušnik, a od 1910. godine odvjetnik pripravnik. Kada je u Sarajevu osnovana Trgovačko-obrtnička komora, izabran je za njezinog tajnika. Tu dužnost je preuzeo 1. siječnja 1911. godine. Godine 1914. izabran je u Gradsko vijeće grada Sarajeva, nakon što se njegov politički suradnik i prijatelj, Esad Kulović, povukao s te funkcije. Već ovim, Spaho se počeo baviti i ekonomijom i politikom.
Njegov politički život počinje učlanjivanjem u Muslimansku narodnu organizaciju (MNO). MNO je bila prva bošnjačka politička stranka u doba Austro-Ugarske. Nakon sloma Austro-Ugarske 1918. godine postao je član tijela nazvanog Narodno Vijeće Bosne i Hercegovine, koje je glasalo za udruživanje s Hrvatskom, Slovenijom, Kraljevinom Srbijom i Kraljevinom Crnom Gorom u jedinstvenu državu. Iako tek nakon članstva u Jugoslavenskoj muslimanskoj organizaciji, 1923. godine Mehmed Spaho postaje istinski vođa bosanskih muslimana, u tome je pokazivao izniman politički talent.
Jugoslavenska muslimanska organizacija nastaje ujedinjenjem lokalnih političkih organizacija bosanskih muslimana u veljači 1919. godine. Imala je i svoj političko-informativni list - Vrijeme. Prvi predsjednik JMO bio je tadašnji muftija tuzlanski Ibrahim Maglajlić, a JMO je na izborima za Ustavotvornu skupštinu Kraljevine SHS raspisanim u studenom 1920. godine u Bosni i Hercegovini osvojila najveći broj glasova i 24 mandata.
Spaho je također jedan od dva priznata zastupnika Jugoslavenske muslimanske organizacije među 11 muslimana od 42 zastupnika Narodnog vijeća SHS za Bosnu i Hercegovinu. Jugoslavenska muslimanska organizacija je u to vrijeme smatrala da joj pripada 15 zastupničkih mjesta. On je bio i prvi bosanski musliman u vladi Kraljevine SHS, a kao jedan od trojice ministara iz Bosne i Hercegovine i to po etničko-vjerskom stavu: Hrvat dr. Tugomir Alaupović bio je ministar vjera, a Srbin Uroš Krulj ministar zdravstva.
Godine 1919. Mehmed Spaho je obnašao dužnost ministra industrije i trgovine u prvoj vladi Kraljevine SHS. Na izborima za Konstituantu izabran je za narodnog poslanika u tuzlanskom i sarajevskom okrugu. Ministar je trgovine i industrije u vladi Nikole Pašića 1921. godine. Poslije izbora 1923. godine i razlaza JMO stranke s vođom Ibrahimom Maglajlićem JMNO-a, frakcije JMO koju je Spaho porazio, postaje istinski vođa Bošnjaka. Dalje postaje ministar financija je u vladi Ljube Davidovića, 1924. godine. U vladi Velimira Vukičevića 1927. godine ministar je trgovine i industrije. Kada je 1928. Demokratska stranka donijela odluku o izlasku iz Vlade, Spaho se nije s tim saglasio i ostao je u vladi nastavljajući suradnju s grupom radikala koju je vodio tadašnji predsjednik Vlade Velimir Vukićević. On će to ministarstvo zadržati i poslije atentata na Stjepana Radića, odnosno u Vladi koju je 1928. obrazovao Anton Korošec. Spaho će ministarsku poziciju izgubiti padom Koroščeve Vlade i zavođenjem Šestosiječanjske diktature 1929. godine. Osnivanjem nove vlade na čije čelo je postavljen general Petar Živković, kao jedan od mogućih ministara u toj Vladi spominjao se i Mehmed Spaho. Međutim, iz razgovora Spahe s njemačkim konzulom u Sarajevu, Driefelom, saznajemo da mu je doista nuđen položaj ministra u Vladi, što je Mehmed Spaho odbio, jer je od njega bilo zatraženo da dâ svoj pristanak na podjelu Bosne i Hercegovine.
Zajedno sa skupinom oporbenih stranaka 1932. godine, on izdaje svoje "punktacije". Zbog ovih punktacija Uprava policije je 31. siječnja 1933. izrekla Spahi 20 dana zatvora i 20 dinara takse na presudu. No, Spaho se 7. veljače 1933. žalio Kraljevskoj banskoj upravi Drinske banovine na tu presudu. Spaho je u svojoj žalbi navodio da tekst Punktacija nije bio namijenjen za javnost, te da je u javnost dospio bez njegovog znanja. No, Banska je uprava zaključila kako su Punktacije (odnosno Deklacija, kako ju je Spaho zvao) politički akt nastao na političkom sastanku, iako je Spaho tvrdio kako to nije bio nikakav politički sastanak, nego samo njegovo savjetovanje s istomišljenicima. Zaključivši da se radi o političkom sastanku, na koji Spaho nije imao pravo, Uprava je zaključila da je presuda Policije nezakonita, te mu je odredila kaznu po drugom zakonu - 20 dana zatvora i 5.000 dinara novčane kazne. Spaho je kaznu izdržao do konca veljače, te je 18. ožujka pušten nakon odslužene kazne. 
Osnivanjem Jugoslavenske radikalne zajednice i padom Petra Živkovića 1935. godine Mehmed Spaho ulazi u vladu Milana Stojadinovića kao ministar prometa. Ministar je prometa i u vladi narodnog sporazuma Dragiše Cvetkovića 1938. godine. Jedinstveno je njegovo držanje o pitanju podjele Bosne sporazumom Cvetković-Maček. Kao vođa i središte bosanske političke akcije, Spaho je osjećao svu pogubnost i opasnost sporazuma. Spaho je bio svjestan da bi podjela Bosne i Hercegovine značila i kraj bosanskih muslimana, a ne samo Bosne i Hercegovine. No po nalogu Dvora sporazum se morao postići, te srpsko-hrvatski problem riješiti. Vlada je o tome trebala biti jedinstvena, a Spaho se odlučno protivio. U tome nije bio usamljen, jer je njegov ured u Beogradu postao središte bosanske političke akcije i Spaho je mobilizirao značajan broj političara koji su podupirali njegove argumente. 

## Atentati i smrt
Prvi pokušaj atentat na Mehmeda Spahu dogodio se 3. rujna 1921. kada je on kao ministar trgovine i industrije boravio u Sloveniji i tom prilikom otvorio ljubljanski velesajam. Pokraj ceste između Celja i Ljubljane, kuda je imao proći Spaho s kraljevskim namjesnikom za Sloveniju, bili su komunisti stavili 14 kg eksploziva s paklenim strojem. To je otkrio jedan žandarmerijski narednik i tako spriječio ovaj atentat. Godine dana poslije (1922.) u Višegradu, na Spahu je pucano iz tamošnjeg hotela. Nakon toga, 1923. godine dogodio se pokušaj njegovog ubojstva u sarajevskom muslimanskom društvu El-Kamer, kada je bačena eksplozivna naprava. Godine 1925., u vrijeme predizborne kampanje i u vrijeme Spahinog savezništva s HRSS kroz djelovanje u Udruženoj oporbi, na Spahu je prilikom njegovog borakva u Zagrebu izvršen atentat od gradskih potplaćenih fakina, koji su uzvikivali razne parole protiv Spahe, a zatim se jedan od plaćenika zaletio za Spahinom fijakerom i htio da udari štapom Mehmeda Spahu, ali mu se on omakao iz ruke i udario u naslonjač fijakera. Godine 1927. na Spahu je pokušan atentat u sarajevskom naselju Vratnik, u vrijeme predizborne kampanje. 
Dana 29. lipnja 1939. godine Mehmed Spaho je nađen mrtav u apartmanu beogradskog hotela Srpski kralj. Članovi njegove obitelji i najbliži suradnici i danas smatraju da je otrovan. Prema jednoj od priča, Spaho je popio kavu u hotelu, nakon čega je preminuo. Sin Mehmeda Spahe, Avdo, pokušao je istražiti taj slučaj te je pronašao konobara koji je tvrdio kako je otrovao Mehmda Spahu. Nakon što je ga je otrovao, tog su konobara prozvali "Spaho".  Ovaj "Spaho" je tijekom Drugoga svjetskog rata bio partizan u 13. proleterskoj brigadi "Rade Končar", skupa s Tomislavom Duvnjakom i često se hvalio svojim "podvigom". Po riječima obitelji Mehmeda Spahe, otrovan je, da bi se uklonio kao moguća prepreka sporazumu Cvetković-Maček, koji je i sklopljen nepuna dva mjeseca nakon Spahine smrti, 26. kolovoza 1939. godine. Da stvar bude zanimljivija, Knez Pavle je i uputio Mehmedu Spahi poziv na audijenciju u Beogradu. Pokopu Mehmeda Spahe u Sarajevu nazočilo je oko 50.000 građana, a ukopan je u dvorištu Gazi Husrev-begove džamije.

## Sjećanje
Po riječima kćerke Mehmeda Spahe, Emine Kadić, život obitelji Spaho je nakon smrti njenog oca bio jako težak. 
Ime Mehmeda Spahe nosi jedna ulica u Sarajevu. Jednosmjerna ulica, paralelna s Ulicom Maršala Tita, od Velikog parka do ulice Kaptol. BH Pošta je 15. ožujka 2000. godine izdala poštansku marku s likom Mehmeda Spahe. 

## Priznanja
- Carski orden Franje Josipa I. (1918.)
- Počasni predsjednik Beogradske zanatske komore (1928.)
- Orden Svetog Save I. stupnja (1929.)
- Lenta Rumunjske zvijezde (1936.)
- Počasni građanin Tešnja (1937.)
- Orden Karađorđeve zvijezde III. reda (1937.)
- Orden Talijanske krune I. stupnja (1938.)
- Veliki orden Talijanske zvijezde (1938.)

## Djela o Mehmedu Spahi
- Harun Crnovšanin, Nuro Sadiković, Dr. Mehmed Spaho: državnik i borac za BiH (Frankfurt na Majni, 2007.)
- Husnija Kamberović, Mehmed Spaho (1883-1939): politička biografija (Sarajevo, 2009.)
- Ahmed Lavić, Elvedin Subašić, Mehmed Spaho (Sarajevo, 2010.)
- Enes Omerović, Politička djelatnost dr. Mehmed Spahe (1906-1939) (Sarajevo, 2017.)

## Vanjske poveznice
- Mehmed Spaho (boš.)